# Gau-Bickelheim
Gau-Bickelheim ist eine Ortsgemeinde im Landkreis Alzey-Worms in Rheinland-Pfalz. Sie gehört der Verbandsgemeinde Wöllstein an.

## Geographische Lage
Gau-Bickelheim liegt südlich des Wißbergs im rheinhessischen Hügelland. Etwa 10 Kilometer südöstlich liegt Alzey, rund 8 Kilometer westlich befindet sich Bad Kreuznach. 20 Kilometer nordöstlich von Gau-Bickelheim befindet sich die rheinland-pfälzische Landeshauptstadt Mainz.
Nachbargemeinden sind Gau-Weinheim, Wallertheim, Badenheim und Sprendlingen.

## Geschichte
Gau-Bickelheim kommt urkundlich erstmals im Jahr 1128 unter dem Namen „Beckelnheim“ vor. Spätere Ortsnamen waren „Gaubeckelnheim“ (1314), „Gaubekilnheim“ (1329),  „Gaubecklinheim“ (1355), „Gawbickelheim“ (1515), „Gauböckelheim“ (1815).
1972 wurde Gau-Bickelheim Teil der neuen Verbandsgemeinde Wöllstein. Seit Mitte 2019 befindet sich deren Verwaltungssitz vorübergehend in Gau-Bickelheim, da das Verwaltungsgebäude in Wöllstein saniert werden muss.

## Politik

### Gemeinderat
Der Gemeinderat in Gau-Bickelheim besteht aus 16 Ratsmitgliedern, die bei der Kommunalwahl am 9. Juni 2024 in einer personalisierten Verhältniswahl gewählt wurden, und dem ehrenamtlichen Ortsbürgermeister als Vorsitzendem.
Die Sitzverteilung im Gemeinderat:
| Wahl | CDU | WGGB * | WGK * | Gesamt   |
| ---- | --- | ------ | ----- | -------- |
| 2024 | 5   | 7      | 4     | 16 Sitze |
| 2019 | 5   | 6      | 5     | 16 Sitze |
| 2014 | 7   | 5      | 4     | 16 Sitze |
| 2009 | 7   | 6      | 3     | 16 Sitze |
| 2004 | 7   | 6      | 3     | 16 Sitze |

### Bürgermeister
Ortsbürgermeister ist Jürgen Vollmer (Wählergruppe Gau-Bickelheim). Bei der Direktwahl am 26. Mai 2019 wurde er mit einem Stimmenanteil von 79,46 % gewählt und ist damit Nachfolger von Friedel Janz (CDU), der nicht mehr kandidiert hatte. Bei der Direktwahl am 9. Juni 2024 wurde er als einziger Bewerber mit 81,6 % für weitere fünf Jahre in seinem Amt bestätigt.

### Wappen
Das Wappen ist geteilt. Im oberen größeren Teil befinden sich auf silbernen Grund drei rote Dexel (bzw. Hacken). Im unteren Drittel das silberne Mainzer Rad auf rotem Grund.

### Partnerschaften
- Aiserey (Frankreich). Ruht z. Z.

## Kultur und Sehenswürdigkeiten

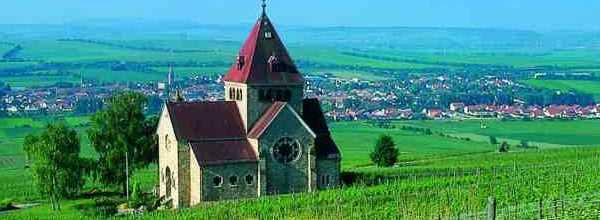
Die Kreuzkapelle auf dem Wißberg bei Gau-Bickelheim

### Bauwerke
- Pfarrkirche St. Martin
- Kreuzkapelle

Siehe auch: Liste der Kulturdenkmäler in Gau-Bickelheim

## Wirtschaft und Infrastruktur

### Verkehr
Durch den Ort führt die Bundesstraße 420. Die Bundesautobahn 61 führt nordwestlich bis südöstlich daran vorbei. Die Anschlussstelle Gau-Bickelheim (Nr. 52) befindet sich nicht direkt an der B 420, sondern ist über die Bundesstraße 50 erreichbar. Die Anschlussstelle ist sehr weitläufig angelegt und erinnert an ein halbes Autobahnkleeblatt, da in den ursprünglichen Planungen die Bundesautobahn 60 hier die A 61 hätte kreuzen sollen. Mitte der 1990er Jahre wurde in ihrer Nähe ein Autohof gebaut.
Der Haltepunkt Gau Bickelheim liegt an der Bahnstrecke Worms–Bingen Stadt und wird im Stundentakt bedient. Der Binger Stadtbahnhof ist per Regionalbahn in ca. 20 Minuten erreichbar, Worms Hauptbahnhof in ca. 45 Minuten. Darüber hinaus wird Gau-Bickelheim von der Regionalbuslinie 444 befahren, mit ihr ist Wörrstadt in ca. 15 Minuten erreichbar.

### Öffentliche Einrichtungen
- Polizeiautobahnstation Gau-Bickelheim[10]

## Persönlichkeiten

### Söhne und Töchter der Gemeinde
- Franz Beck (Buchbinder) (* 22. März 1814 in Gau-Bickelheim; † 15. Mai 1888 in Stockholm), Sohn des Bürgermeisters Dominique Beck; wanderte nach Schweden aus, wo er 1882 die höchste schwedische Auszeichnung erhielt
- Karl Schmitt (* 31. August 1903 in Gau-Bickelheim; † 30. August 1964 in Mittenwald), römisch-katholischer Theologe und Professor für Praktische Theologie
- Richard Groß (* 30. Dezember 1940 Gau–Bickelheim), Landrat des Kreises Trier-Saarburg (2001–2006)

### Persönlichkeiten, die in der Gemeinde gewirkt haben
- Dominique Beck (1772–1862), Bürgermeister von Gau-Bickelheim 1818 bis 1831 und 1847 bis 1853 und Landtagsabgeordneter
- Schulrat Franz-Josef Spang (1891–1971)[11], Heimatforscher
- Der Schriftsteller Arno Schmidt und seine Frau Alice Schmidt lebten nach dem Krieg kurzzeitig als Umsiedler in Gau-Bickelheim. Schmidt erwähnt den Ort am Anfang der Erzählung Schwarze Spiegel. Die Erzählung Die Umsiedler bezieht sich literarisch auf diese Zeit.